# Otonabee-South Monaghan
Otonabee-South Monaghan (offiziell Township of Otonabee-South Monaghan) ist eine Verwaltungsgemeinde im Südosten der kanadischen Provinz Ontario. Das Township liegt im Peterborough County und hat den Status einer Lower Tier (untergeordneten Gemeinde).
Die heutige Gemeinde entstand im Jahr 1998 im Rahmen der Gemeindereform durch den Zusammenschluss der damaligen Townships „Otonabee“ und „South Monaghan“.

## Lage
Das Township Otonabee-South Monaghan grenzt im Norden an den Rice Lake und im Westen folgt die Gemeindegrenze streckenweise dem Otonabee River. Das Township liegt nordöstlich des Randes des Greater Golden Horseshoe bzw. südlich der Ausläufer des kanadischen Schildes, etwa 110 Kilometer Luftlinie nordöstlich von Toronto.
Die Gemeinde gliedert sich in zahlreiche kleine und kleinste Ansiedlungen. Neben den Verwaltungssitz „Keene“ sind „Bailieboro“, „Campbelltown“, „Hall Landing“, „Lang“, „Pengelley“ und „Stewart Hall“ die Siedlungsschwerpunkte.
Mit dem Mark S. Burnham Provincial Park befindet sich ebenfalls einer der Provincial Parks in Ontario innerhalb der Gemeindegrenzen.
Außerdem umschließt das Gemeindegebiet im Norden auch Reservate (Hiawatha First Nation) der First Nations. Hier leben hauptsächlich Angehörige der Hiawatha von den Mississauga.

## Demografie
Der Zensus im Jahr 2016 ergab für die Siedlung eine Bevölkerungszahl von 6670 Einwohnern, nachdem der Zensus im Jahr 2011 für die Gemeinde eine Bevölkerungszahl von nur 6581 Einwohnern ergeben hatte. Die Bevölkerung hat damit im Vergleich zum letzten Zensus im Jahr 2011 deutlich schwächer als der Trend in der Provinz nur um 1,4 % zugenommen, während der Provinzdurchschnitt bei einer Bevölkerungszunahme von 4,6 % lag. Im Zensuszeitraum von 2006 bis 2011 hatte die Einwohnerzahl in der Gemeinde entgegen dem Provinzdurchschnitt sogar um 2,2 % abgenommen, während die Gesamtbevölkerung in der Provinz um 5,7 % zunahm.

## Verkehr
Die Gemeinde wird zentral von dem in Ost-West-Richtung verlaufenden Kings Highway 7 durchquert. Im Norden der Gemeinde verläuft eine Eisenbahnstrecke der Canadian Pacific Railway (CP).
Durch die Lage am Otonabee River und am Rice Lake ist die Gemeinde auch an den Trent-Severn-Wasserweg angebunden. Die Gemeinde wird darüber entweder nach Südwesten mit der Bay of Quinte des Ontariosees oder nach Nordosten mit der Georgian Bay des Huronsees verbunden.

## Kultur
Südlich des Siedlung Keene liegt, auf einer Halbinsel im Rice Lake, eine Gruppe von sechs Grabhügeln (Mounds), die eine Serpentinenform von ungefähr 60 Metern Länge bilden. Ihre Entstehung wurde auf die Zeit zwischen 50 v. Chr. und 300 n. Chr. datiert und sie sind die einzigen ihrer Art in Kanada. Die Stätte gilt als von besonderem historischen Wert und wurde am 12. Juni 1982 als Serpent Mounds zur National Historic Site of Canada erklärt.